# Sybra consobrina
Sybra consobrina är en skalbaggsart som beskrevs av J. Linsley Gressitt 1956. Sybra consobrina ingår i släktet Sybra och familjen långhorningar. Inga underarter finns listade i Catalogue of Life.